# Gustave Courbet
Gustave Courbet, född 10 juni 1819 i Ornans nära Besançon i Frankrike, död 31 december 1877 i Schweiz, var en fransk målare. Han var ledande inom den franska realismen.
Gustave Courbet var son till en vinhandlare i Ornans, där han växte upp. Han flyttade 1839 till Paris och besökte i början några konstskolor, men utbildade sig främst på egen hand genom studier av de gamla mästarna i Louvren. Framför allt påverkades han av Francisco de Zurbarán, Diego Velázquez och Frans Hals. Han blev även nära vän med filosofen Pierre-Joseph Proudhon och byggde från sin radikala politiska övertygelse även upp egna konstteorier. Dessa fick sitt främsta uttryck i motivvalet. Courbet ville söka återge vardagliga situationer, utan förskönande eller omskapande tillägg och ansåg att "det sanna är det sköna".

## Några verk av Gustave Courbet
Stenbrytarna från 1849 är ett utmärkt exempel på tanke om "det sanna". Den utställdes tillsammans med den monumentala Begravning i Ornans (1849-50) och andra tavlor i en paviljong, som i opposition mot juryn byggdes av Courbet vid världsutställningen 1855 och som han försåg med påskriften "Le réalisme GG. Courbet". Därmed gav han namn till den nya riktningen, och fick senare namn som "den moderna realismens fader". Courbet var dock inte utpräglad realist, och i sin konst visar han sig behärska en rad olika måleristilar, från den nyss nämnda dunkla stämningsfyllda Begravning i Ornans till Unga kvinnor vid Seinestranden, som i stället är en framstående naturstudie. I Ateljén arbetade han i stället främst med färger. En annan känd målning är marinmålningen Vågen från 1870.

## De senare åren
Gustave Courbets radikala politiska hållning påverkade konstvärldens syn på hans konstnärskap. Under Pariskommunen verkade han för Vendômekolonnens störtande, och blev därför efter dess fall dömd till fängelse och tillbringade sina sista år i landsflykt i Schweiz.
I Tyskland hade Gustave Courbet tidigt rönt framgång. Hans utställning i München 1869 inledde en ny epok inom tyskt måleri. Långt senare fick han slutligen sin plats befäst även i hemlandet som en av 1800-talets främsta konstnärer, och två större utställningar arrangerades 1882 och 1929.
På Nationalmuseum finns sex verk av Gustave Courbet, bland annat Jo, den vackra irländskan från 1866 och han är representerad vid bland annat Göteborgs konstmuseum.

## Utmärkelser
Asteroiden 8238 Courbet är uppkallad efter honom.

## Bilder

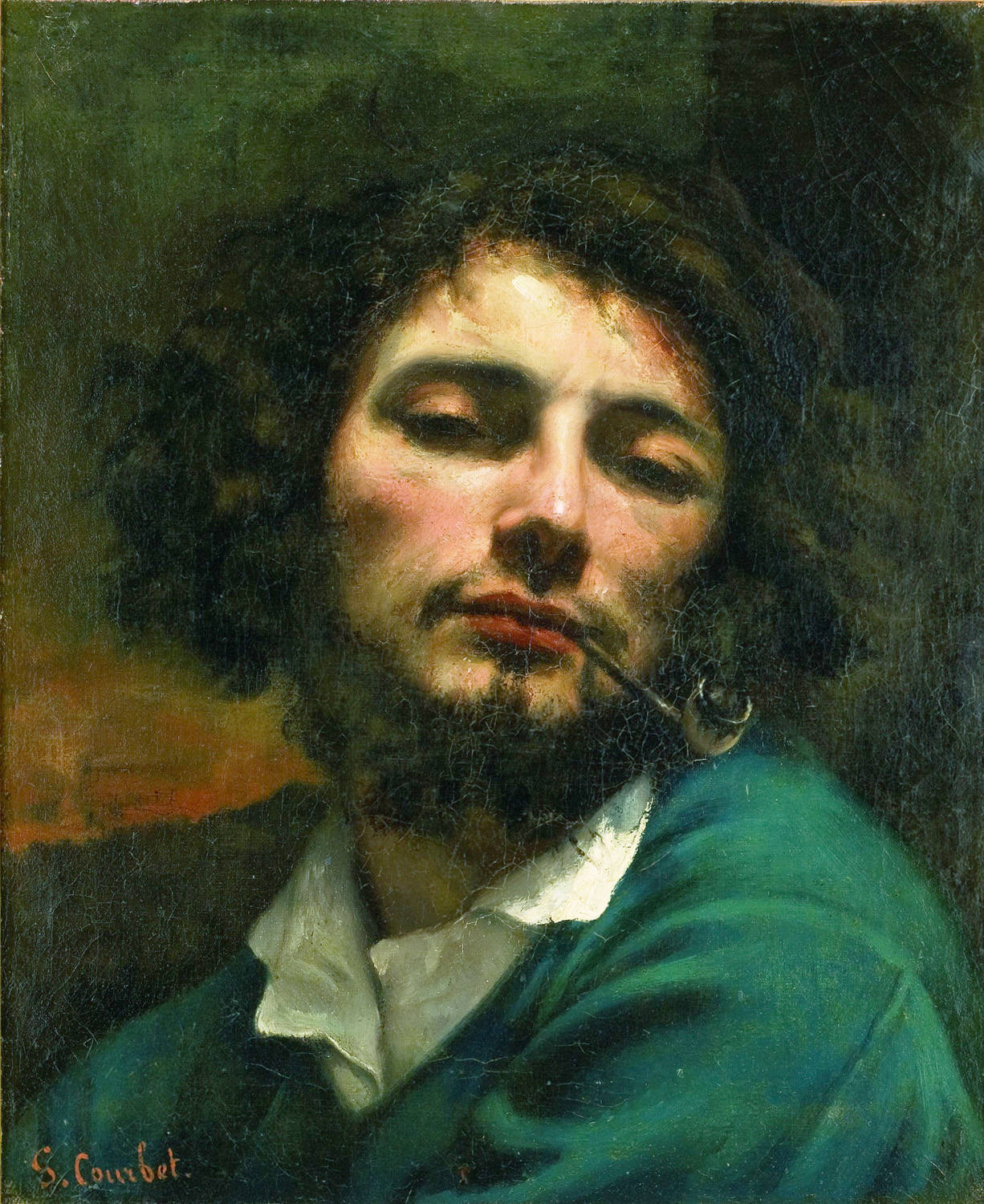
Självporträtt med pipa (cirka 1849).
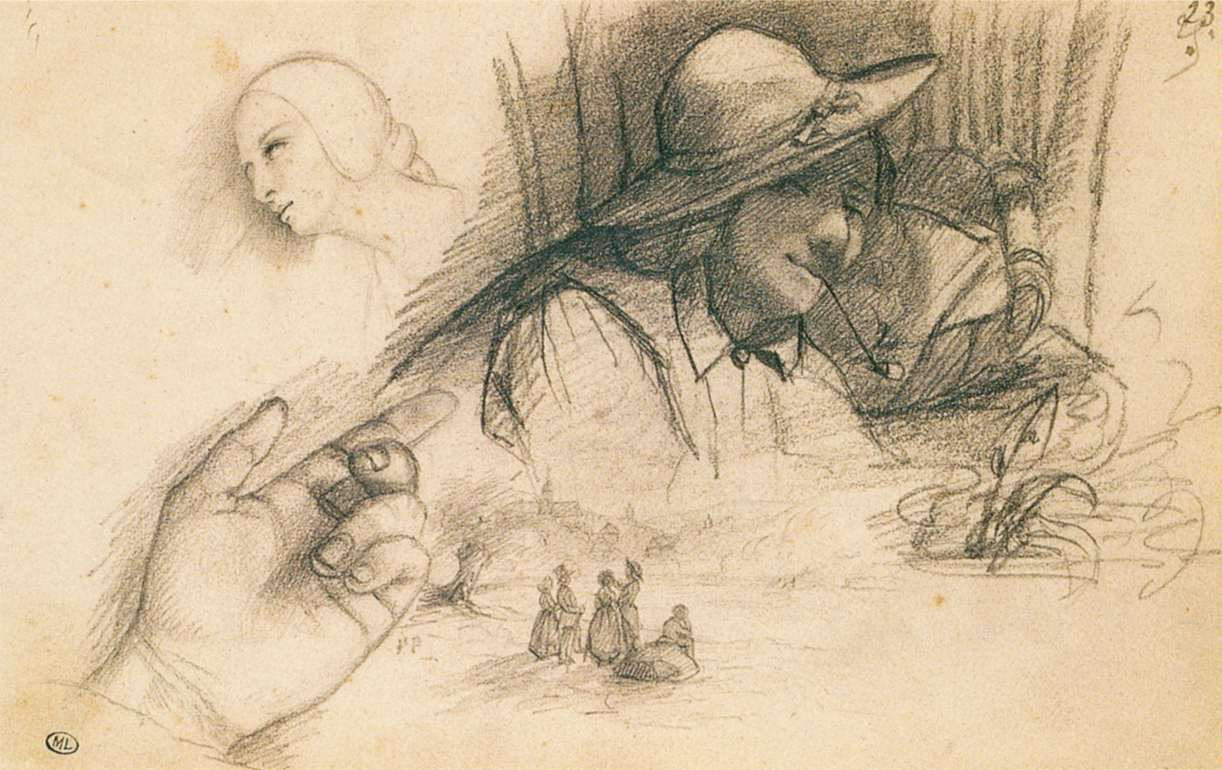
Studie (1840-talet).
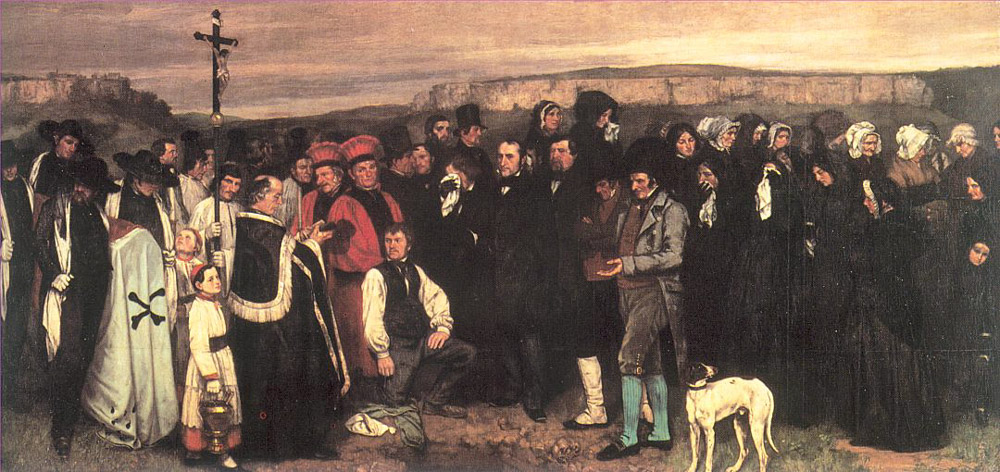
Begravning i Ornans (1849–1850).
Konstnärens ateljé (1855).
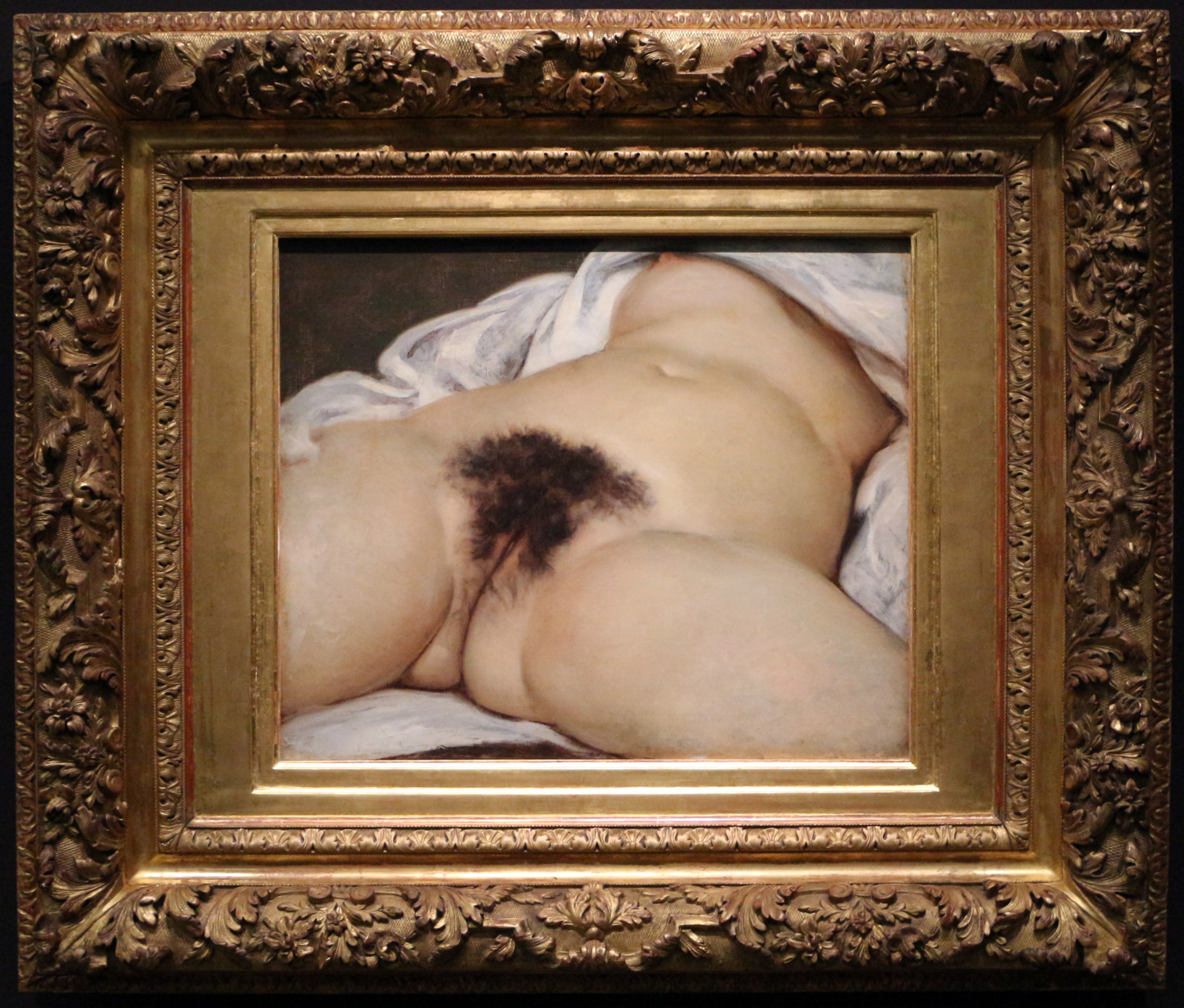
Världens ursprung (1865).
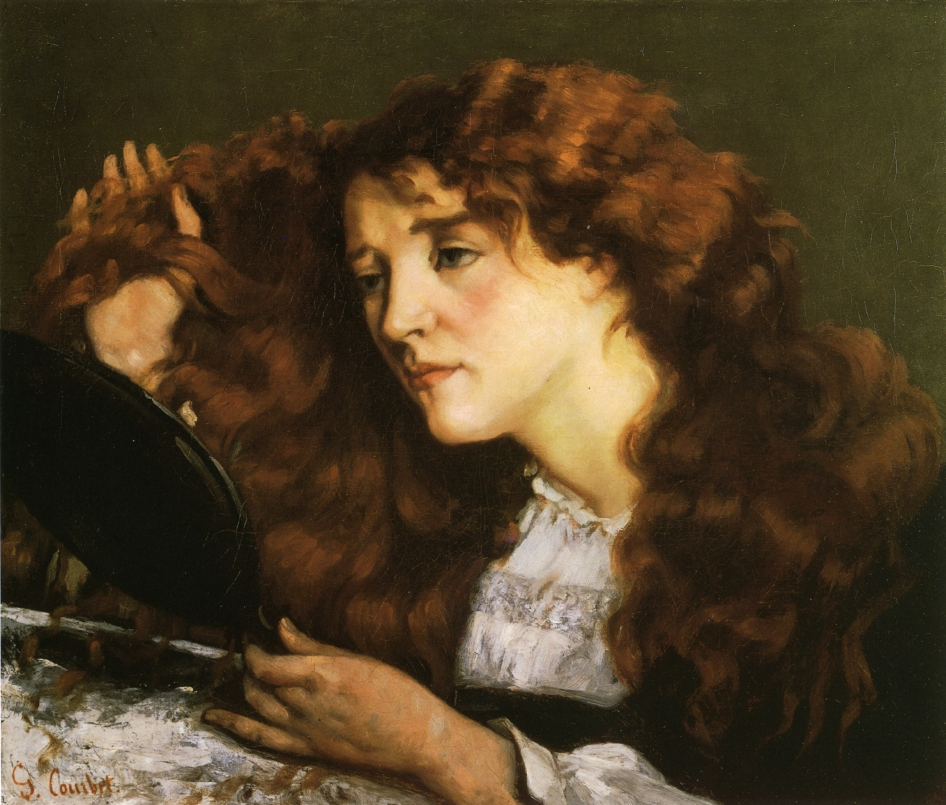
Jo, den vackra irländskan (1865).
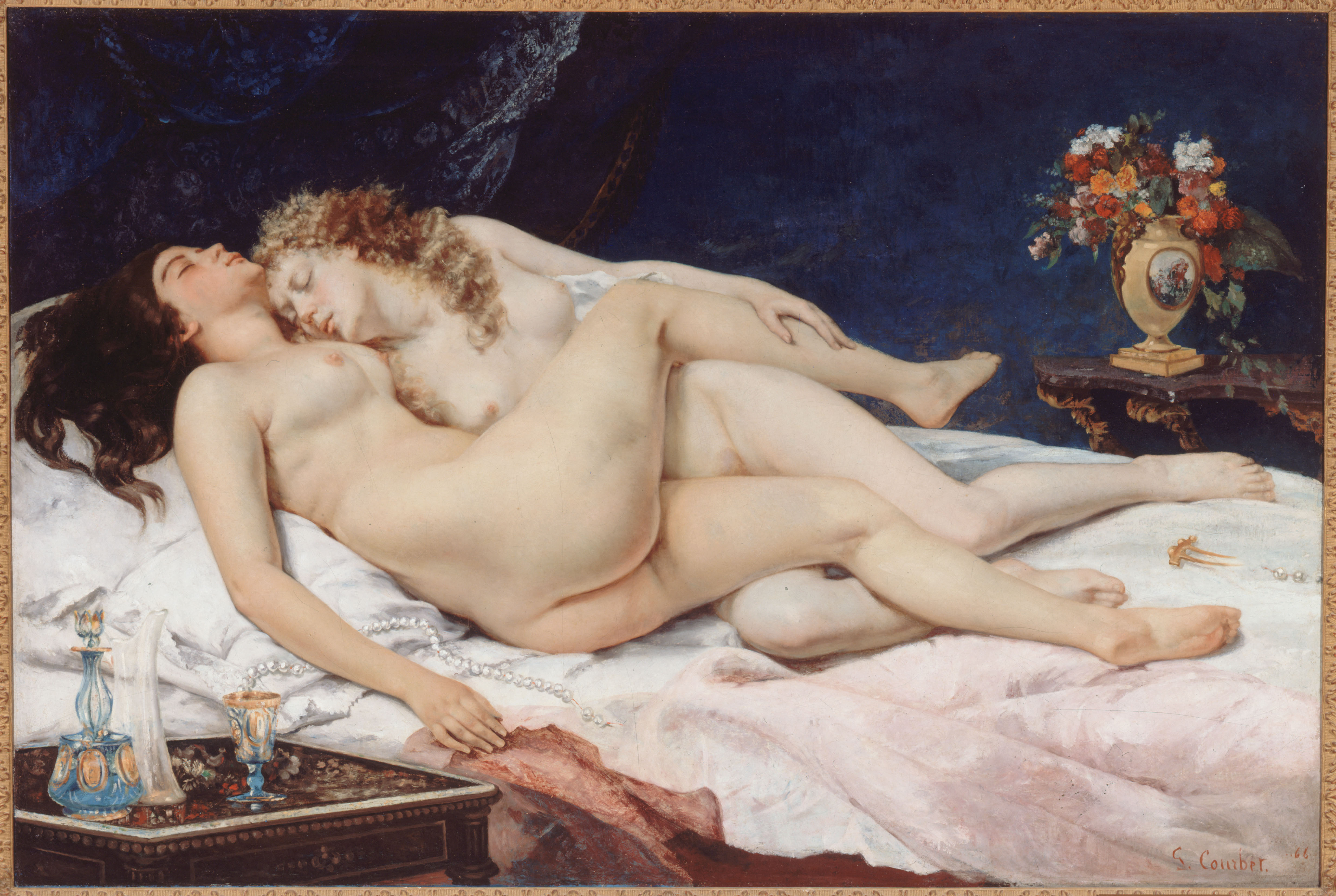
Sömnen (1866).
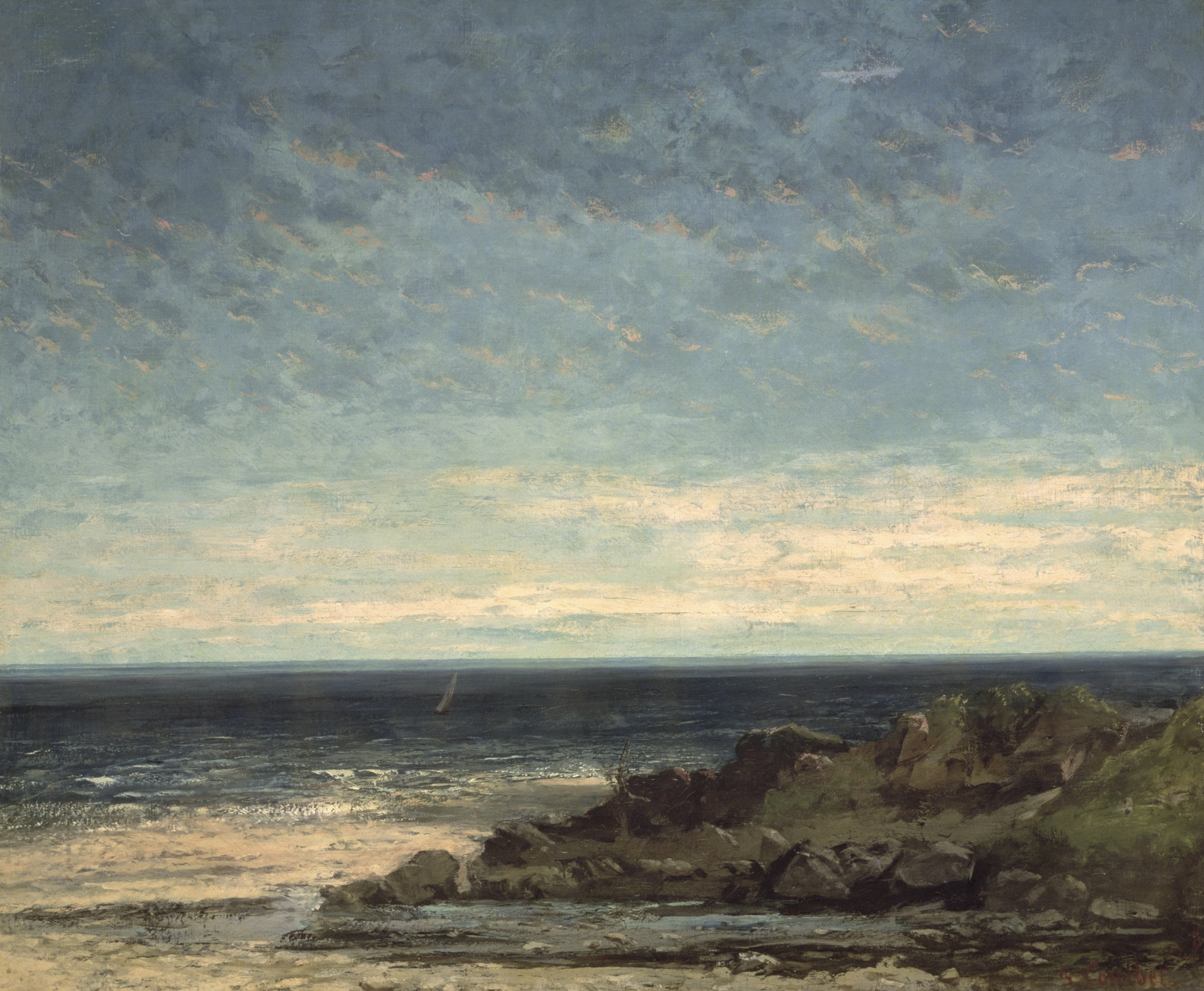
Havet (1867).
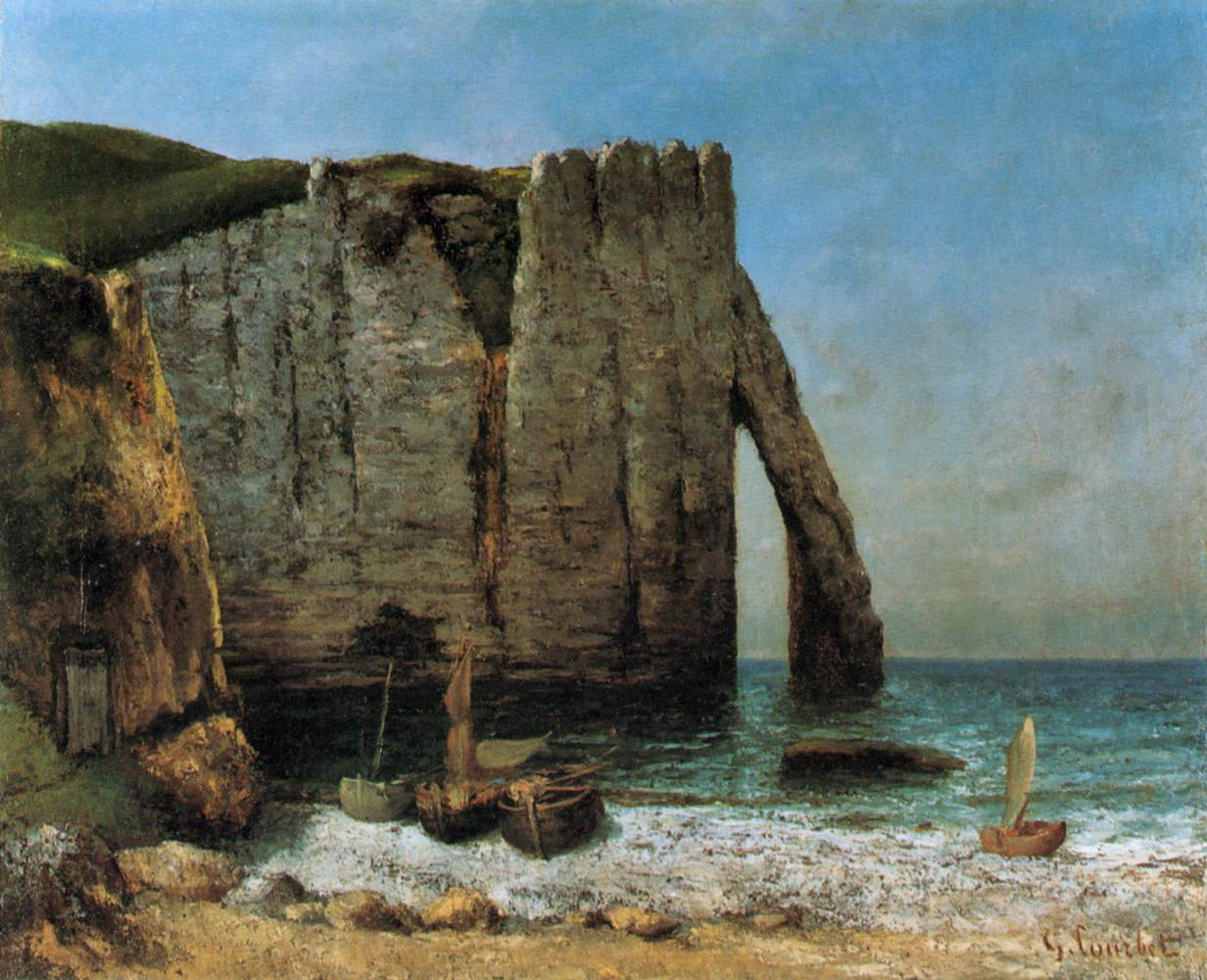
Klippor vid Étretat (1870).
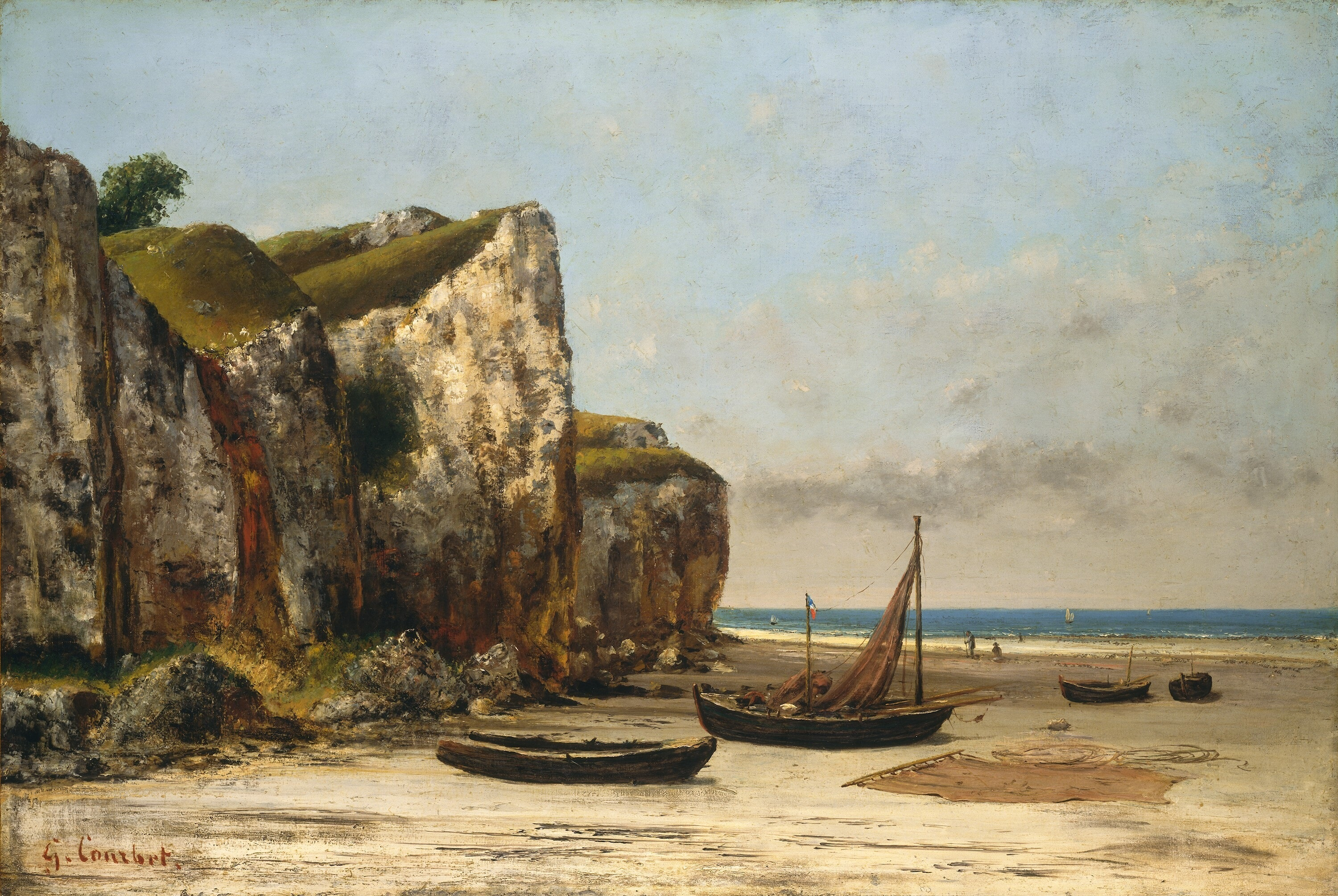
Strand i Normandie.